# Ladário
Ladário é um município brasileiro da região Centro-Oeste, situado no estado de Mato Grosso do Sul. O município está situado na região pantaneira do estado de Mato Grosso do Sul, na margem direita do Rio Paraguai, O município é um Enclave do município de Corumbá.
Cidade que dispõe de riquezas naturais como ferro, manganês, calcário, areia e argila, Ladário está localizada na região oeste do estado de Mato Grosso do Sul, no coração do Pantanal sul-mato-grossense. 
Ladário é um enclave no município de Corumbá. Juntas, Corumbá e Ladário formam uma conurbação que soma 123.320 habitantes, além de uma aglomeração transfronteiriça com as localidades bolivianas de Arroyo Concepción, Puerto Quijarro e Puerto Suárez.

## Etimologia
O nome Ladário é uma homenagem à terra natal do fundador da localidade, dom Luís de Albuquerque de Melo Pereira e Cáceres, um importante militar e administrador colonial português. 
O dinamismo de sua atuação na fixação das fronteiras da Coroa portuguesa no extremo ocidental do Brasil é expresso por uma referência que lhe foi feita pelo governador espanhol de Santa Cruz de la Sierra, à época: O mais ambicioso dos governadores portugueses.

## História
A mando do governador da Capitania de Mato Grosso, o Capitão-General Luís de Albuquerque de Melo Pereira e Cáceres, o sertanista João Leme do Prado, estabeleceu-se na região onde construiu moradias e plantou lavouras. Isso tudo como ponto de apoio ao seu objetivo: a Fundação de Corumbá.
Também o sargento-mor Marcelino Rois Camponês, que comandava uma expedição militar, adquiriu a posse da região para a Coroa Portuguesa, fundando o local e batizando-o com o nome de Nossa Senhora da Conceição de Albuquerque em 2 de setembro de 1778, sendo então lavrado o termo de fundação. Era uma povoado que começou como destacamento militar e se estabeleceu a princípio na Ponta do Ladário. 
Com a conclusão da fundação da região, em 21 de setembro de 1778, criou-se duas divisões: Albuquerque Velho (situado na região da futura Marinha, na Ponta do Ladário) e Albuquerque Novo (resultado da transferência mais para oeste, quando efetuou-se a ocupação em definitivo do local onde se situa atualmente o centro de Corumbá, situado a cerca de 5 km a oeste da futura Marinha). 
Apesar disso, seu crescimento até então era muito lento, pois até o momento a região era apenas um posto militar. Na mesma região se encontrava o arsenal da Marinha, cuja construção foi concluída no dia 14 de março de 1873. 
Foi elevada a distrito pela Lei nº 134, de 16 de março de 1861, quando mudou seu nome de Albuquerque Velho para Ladário, e o município criado pelo projeto de Lei nº 155, de autoria do deputado Manoel Wenceslau de Barros Botelho, convertido em lei a 11 de dezembro de 1953. 
Ladário ganhou a sua emancipação político-administrativa tornando município autônomo durante o Governo de Fernando Correa da Costa. A instalação do município deu-se em 17 de março de 1954. 
Em 1977 a região passa a fazer parte do atual estado de Mato Grosso do Sul e a posse de seu primeiro prefeito realizou-se mais de trinta anos após a emancipação, em 3 de outubro de 1984. Desde então seu crescimento tem sido modorrento porém progressivo.

## Geografia

### Localização
O município de Ladário está situado no sul da região Centro-Oeste do Brasil, no Pantanais Sul-Mato-Grossenses (Microrregião do Baixo Pantanal). Localiza-se na latitude de 19º00’18” Sul e longitude de 57°36’07” Oeste. Distâncias:
- 421 km da capital estadual (Campo Grande)
- 1 435 km da capital federal (Brasília).

### Geografia física
Solo
O solo predominante no município é o Chernossolo de textura argilosa e muito argilosa, com elevada fertilidade natural. 
Na parte serrana, a dominância são dos Neossolos com textura argilosa. 
Possui ainda áreas com Planossolo.
Relevo e altitude
Está a uma altitude de 114 m. 
Apresentando bordas de patamares e cristais simétricas e topos colinosos, este município possui uma topografia contrastante, pois, assim como possui as maiores elevações do Estado, 1.065m (Morro Grande), está na região pantaneira em áreas de planície de acumulação. 
O município de Ladário encontra-se nas Regiões: Depressão do Alto Paraguai com a unidade: Planícies Coluviais Pré-Pantanal; Região do Pantanal Matogrossense, Pantanal do Nabileque Jacadigo; Região da Bodoquena e Morrarias do Urucum-Amolar, com a unidade Morrarias do Urucum-Amolar. 
Apresenta Modelados Planos-P, relevo plano, geralmente elaborado por várias fases de retomada erosiva, com  relevos elaborados pela ação fluvial e áreas planas ou embaciada, zonal, argilosa e/ou arenosa, sujeita a inundações periódicas, ligadas ou não à rede de drenagem atual.
Hidrografia
Está sob influência da Bacia do Rio da Prata. 
O rio Paraguai faz divisa do município de Ladário e Corumbá. 
Nasce no Estado de Mato Grosso e corta o Pantanal sul-mato-grossense de norte a sul, mais ao oeste. Banha a cidade de Corumbá. 
A partir da localidade de Baía Negra até a foz do rio Apa, faz divisa entre o Brasil e a República do Paraguai. É o principal rio da bacia do rio Paraguai.
Vegetação
Cobertura vegetal predominante é de vegetação natural, sendo que a maior abrangência é da Floresta Estacional, seguida da Cerrado Estépico (Vegetação Pantaneira) e da Cerrado Gramíneo-Lenhoso (Campo). 
A pastagem plantada já ocupa parcela significativa da porção Central do município.
Clima, temperatura e pluviosidade
Está sob influência do clima tropical (AW) sub-úmido, com período de chuvas de outubro a abril. 
As temperaturas médias são superiores a 20 °C em todos os meses do ano. O período seco estende-se de três a cinco meses. 
Segundo dados do Instituto Nacional de Meteorologia (Inmet), a temperatura mínima registrada em Ladário foi de 4,3 ºC, ocorrida no dia 17 de setembro de 2001. Já a máxima foi de 38,4 ºC, observada dia 16 de novembro de 1985. 
A precipitação varia entre 1.000 e 1.200mm anuais. O maior acumulado de chuva registrado na cidade em 24 horas foi de 136,0 mm, em 9 de abril de 1977.
| Dados climatológicos para Ladário | Dados climatológicos para Ladário | Dados climatológicos para Ladário | Dados climatológicos para Ladário | Dados climatológicos para Ladário | Dados climatológicos para Ladário | Dados climatológicos para Ladário | Dados climatológicos para Ladário | Dados climatológicos para Ladário | Dados climatológicos para Ladário | Dados climatológicos para Ladário | Dados climatológicos para Ladário | Dados climatológicos para Ladário | Dados climatológicos para Ladário |
| Mês                               | Jan                               | Fev                               | Mar                               | Abr                               | Mai                               | Jun                               | Jul                               | Ago                               | Set                               | Out                               | Nov                               | Dez                               | Ano                               |
| --------------------------------- | --------------------------------- | --------------------------------- | --------------------------------- | --------------------------------- | --------------------------------- | --------------------------------- | --------------------------------- | --------------------------------- | --------------------------------- | --------------------------------- | --------------------------------- | --------------------------------- | --------------------------------- |
| Temperatura máxima média (°C)     | 33                                | 32,5                              | 31,6                              | 29,9                              | 27,4                              | 26,9                              | 27,6                              | 30                                | 32                                | 33                                | 33,2                              | 32,2                              | 30,8                              |
| Temperatura média (°C)            | 27,9                              | 27,7                              | 26,8                              | 25,2                              | 22,8                              | 22,1                              | 22,6                              | 24                                | 26                                | 27,4                              | 27,8                              | 27,1                              | 25,6                              |
| Temperatura mínima média (°C)     | 22,8                              | 23                                | 22,1                              | 20,5                              | 18,2                              | 17,4                              | 17,6                              | 18                                | 20,1                              | 21,8                              | 22,5                              | 22                                | 20,5                              |
| Precipitação (mm)                 | 178                               | 136                               | 132                               | 78                                | 55                                | 34                                | 26                                | 27                                | 49                                | 85                                | 125                               | 150                               | 1 084                             |
| Fonte: Climate-Data.org           |                                   |                                   |                                   |                                   |                                   |                                   |                                   |                                   |                                   |                                   |                                   |                                   |                                   |

### Geografia política
Fuso horário
Está a -1 hora com relação a Brasília e -4 com relação ao Meridiano de Greenwich.
Área
Ocupa uma superfície de 342,509 km².
Subdivisões
Ladário (distrito-único)
Arredores
Município-enclave de Corumbá, sendo um dos 4 lugares do Brasil com esta característica.

## Economia
A economia do município se baseia na pecuária, na pesca, no turismo e no transporte de navegação, em 2010 o município passou a participar juntamente com Corumbá do CFEM (Compensação Financeira pela Exploração Mineral), reconhecido como detentor de uma parte da mina de Urucum. Na Avenida 14 de março está a área comercial do município, que cresce acentuadamente, com maior variedade de serviços, restaurantes e lanchonetes, deixando-a cada ano menos dependente e atraindo consumidores das cidades vizinhas.

### Turismo
Os atrativos culturais de Ladário, como o Sítio Arqueológico, a Casa do Artesão e o Pátio Ferroviário resgatam a história da cidade e a reavivam na memória dos moradores e visitantes. Uma das grandes atrações turísticas do local é o Rio Paraguai, que oferece pesca, passeios, safáris fotográficos. Destaque entre os praticantes de pesca esportiva, o rio possui fauna aquática muito diversificada, com presença de peixes como dourado, jaú, pintado, cachar e pacu. Há também os atrativos da fronteira com a cidade boliviana de Puerto Suárez. Alguns pontos turísticos de Ladário:
- Arco do Triunfo;
- Cristo Redentor;
- Portão da Marinha de Guerra;
- Baía Negra;
- Igreja Nossa Senhora dos Remédios;
- Máquina Maria Fumaça;
- O Rio Paraguai;

## Urbanização
Com núcleo urbano de 5,8 quilômetros quadrados, a 6 km do centro de Corumbá e a 12 km da fronteira com a Bolívia, integra-se economicamente e com fortes laços de amizade aos municípios vizinhos de fronteira. Considera-se informalmente que Ladário e Corumbá formam uma área conurbada, já que a distância entre os dois centros é de apenas 6 km, mesma distância entre os portos municipais.

### Infraestrutura
Ladário possui o único terminal multimodal do Centro-Oeste, com acesso ferroviário, rodoviário e pela hidrovia do rio Paraguai. Por isso a revitalização do Porto de Ladário deve abrir uma nova e gloriosa página na história do povo ladarense, que caminha destemidamente rumo ao desenvolvimento sustentável.

#### Sistema viário
A avenida 14 de março é principal via da cidade por ser a porta de entrada para quem aqui chega. Abaixo a relação das principais vias urbanas do município.
| Nome             | Tipo    | Extensão |
| ---------------- | ------- | -------- |
| 14 de Março      | avenida | 1,5 km   |
| Frei Liberato    | rua     | 2,3 km   |
| Getúlio Vargas   | avenida | 1,2 km   |
| Riachuelo        | rua     | 2,3 km   |
| Saldanha da Gama | rua     | 2,2 km   |

#### Ensino
Possui cerca de 15 unidades escolares , sendo 08 Escolas de ensino fundamental e 07 creches abrigando a educação infantil , atualmente a Escola Municipal Irmã Régula , atua em regime integral, dentre as unidades de ensino municipal a Escola municipal Ana Maria Russo , atua como escola do campo, entre as escolas municipais   a maior Escola Municipal cujo nome é Profº João Baptista, localizada próxima do Bairro Nova Aliança ,possui também duas escolas Estaduais que atuam com o Ensino Médio, a Escola Estatual 2 de Setembro, localizada no Centro de Ladário, e a Escola Estadual Leme do Prado, localizada próxima a Avenida Getúlio Vargas  .

#### Defesa
A cidade é sede do Comando do  6º Distrito Naval da Marinha do Brasil, responsável pela defesa, segurança e atividade de navegação nos estados de Mato Grosso e Mato Grosso do Sul. Também sedia os quartéis do 3°Batalhão de Operações Ribeirinhas, da Base Fluvial de Ladário, do Hospital Naval de Ladário e do 4º Esquadrão de Helicópteros de Emprego Geral, também ligados à Marinha. Já a Capitania Fluvial do Pantanal é sediada na cidade Corumbá, mas subordinada ao comando do Distrito Naval.